# De Korenbloem (Ulvenhout)
De Korenbloem is een korenmolen in Ulvenhout in de Nederlandse provincie Noord-Brabant.
In 1835 werd hier een gelijknamige standerdmolen gebouwd, die voorheen op de Goudberg te Strijbeek stond. Deze eeuwenoude molen brandde in 1909 af. Nog in datzelfde jaar is in opdracht van eigenaar P. Soffers de huidige beltmolen gebouwd. Na een aantal jaren te hebben stilgestaan, kon de molen in 1977, dankzij een actief gemeentelijk subsidiebeleid, na een flinke restauratie weer in gebruik worden genomen. In 1998 is er een stichting opgericht die zich inzet voor het behoud van dit monument. De molen heeft de hoogste molenbelt van Nederland. Vrijwillige molenaars stellen de molen wekelijks in bedrijf.
De roeden van de molen zijn 25,50 meter lang en zijn voorzien van het Systeem van Bussel met zeilen. De molen is ingericht met twee koppels maalstenen.